# 何太青
何太青（生卒年不详），字藜閣，广东顺德羊额人。

## 生平
嘉庆九年（1804年）甲子科举人，嘉庆十四年（1809年）己巳科进士。选翰林院庶吉士，散館改知县，历官於潜、德清、仁和縣，有政声。擢嘉兴府海防同知。归里，主讲郡邑。
好吟詠，工書法。有《潜川集》、《钱江集》、《孤云集》、《海上吟》等。曾修嘉慶《於潛縣志》。